# M/S Fæmund II

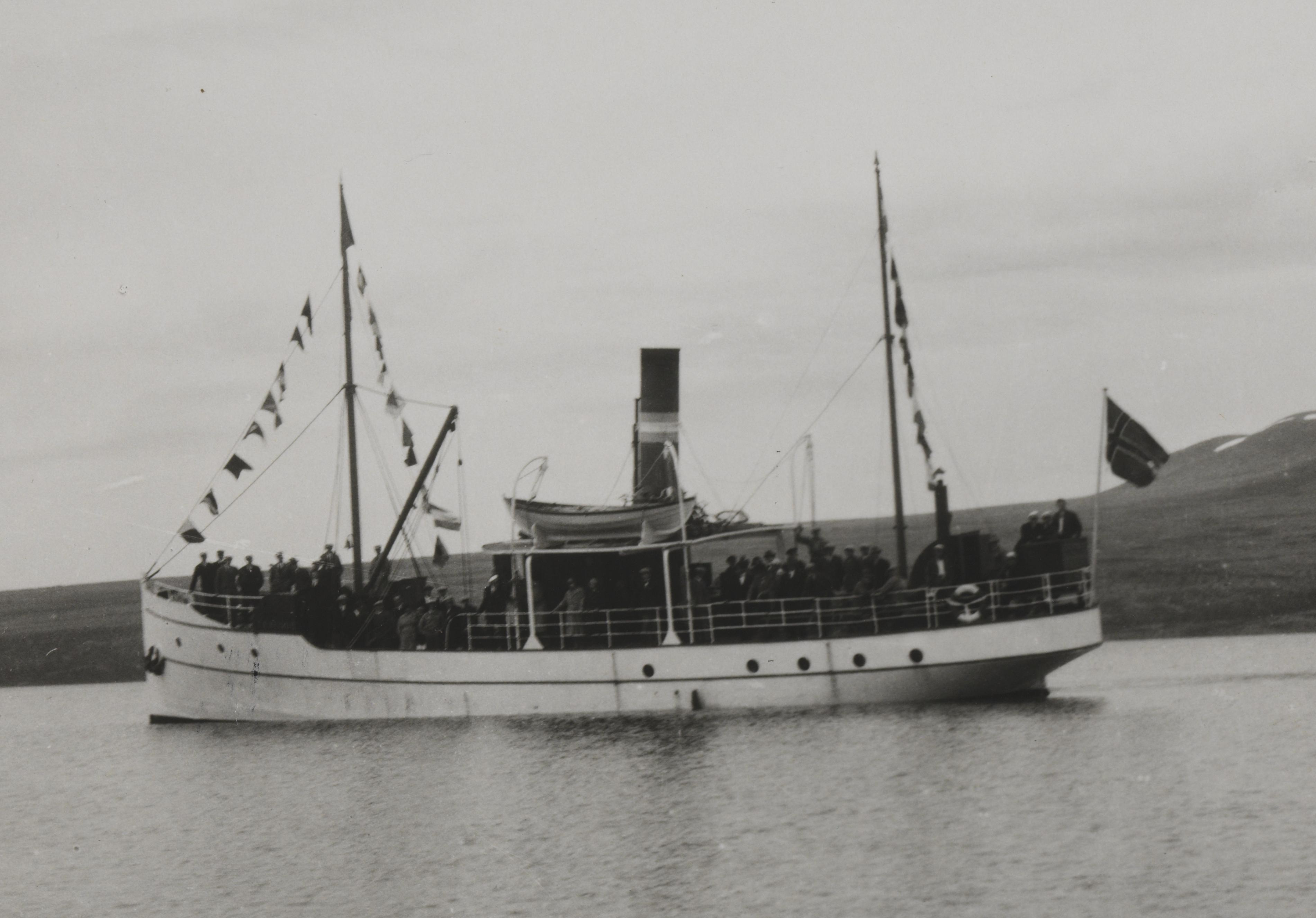
M/S Fæmund II på 1930-talet

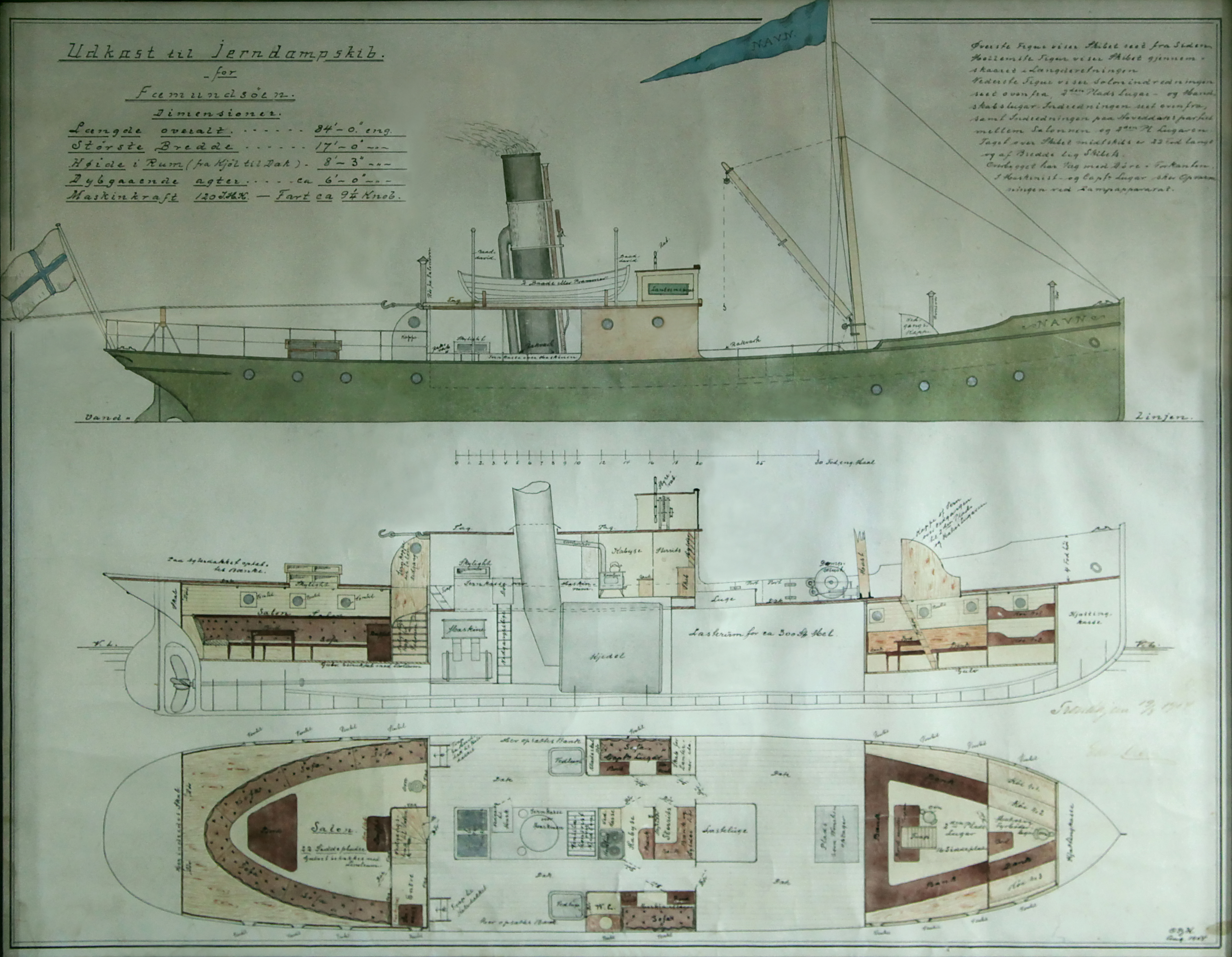
Ritning

M/S Fæmund II är ett norskt veteranfartyg som sommartid  trafikerar insjön Femunden i Hedmark fylke.
M/S Fæmund II beställdes 1904 av det 1886 grundade Dampskipselskapet Fæmund. Rederiföretaget hade 1887 köpt sitt första fartyg, träfartyget S/S Fæmund och börjat trafik på Femunden. Stålfartyget S/S Fæmunden II var rederiets andra fartyg och tillverkades i delar av Ørens Mekaniske Værksted i Trondheim. Delarna fraktades på Rørosbanen til Røros, och därefter med häst och vagn 35 kilometer till Synnervika för att nitas samman. Fartyget var färdigt 1905 och har sedan dess trafikerat Femunden som kombinerat frakt- och passagerarfartyg i alla år. Lasten har varit framförallt post, allmänt gods, virke, träkol och malm. Hon var också timmerbogserare till 1970.
M/S Fæmund är 82 fot långt och har ett djupgående på 6 fot. Hon var vedeldad fram till 1945. År 1958 motoriserades hon med en 160 hästkrafters dieselmotor och byggdes om 1980 till ett renodlat passagerarfartyg.
Fartyget seglar en daglig rutt mellan Sørvika (Synnervika) i Røros kommun och Elgå, med anlöp i Røa, Femundshytten, Revlingen och Jonasvollen, alla platser i Engerdals kommun.